# Sosna syberyjska
Sosna syberyjska (Pinus sibirica Du Tour) – gatunek drzewa iglastego z rodziny sosnowatych (Pinaceae). Nazywana także limbą syberyjską lub cedrem syberyjskim. Występuje w Azji – od 58°E w górach Ural na wschód do 126°E w Paśmie Stanowym w południowej Jakucji, oraz od miasta Igarka na 68°N w dolinie dolnego Jeniseju, na południe do 45°N w centralnej Mongolii. Obszar ten obejmuje chińskie prowincje: Heilongjiang, Mongolia Wewnętrzna, Sinciang.

## Morfologia

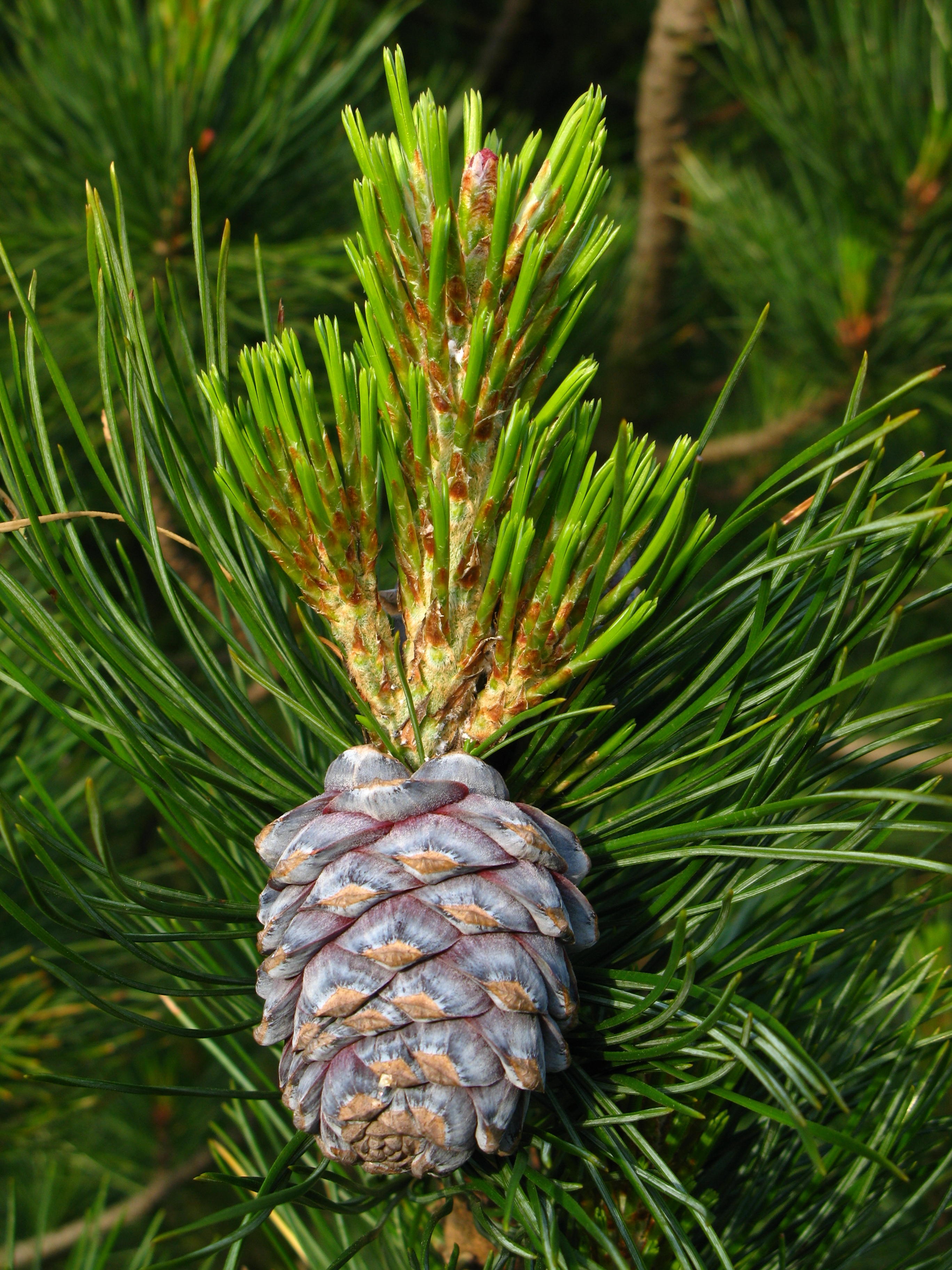
Młode pędy i szyszka nasienna, okaz z hodowli Ogrodu Botanicznego PAN w Warszawie

PokrójKorona drzewa regularna i gęsta, początkowo stożkowata, z wiekiem staje się cylindryczna.
PieńOsiąga wysokość 35 m, średnicę 1,8 m. U młodych drzew kora jest gładka, szarozielona, z wiekiem ciemnieje i pęka.
LiścieIgły zebrane po 5 na krótkopędach, zielononiebieskie, gęsto osadzone na gałązkach, długości 6–11 cm, lekko wygięte, sztywne.
SzyszkiDojrzałe szyszki nasienne długości 5–8 cm, szerokości 3–5,5 cm, nasiona brązowe, długości 9–12 mm, szerokości 5–6 mm, bez skrzydełek (lub ze śladowym skrzydełkiem), otoczone twardą łupiną.

## Biologia i ekologia
Drzewo iglaste, wolno rosnące, dożywa ok. 629 lat (Mongolia). Nasiona wytwarza późno, pomiędzy 15 a 25 rokiem życia, a egzemplarze zacienione nawet dopiero w wieku ok. 50 lat. Pylenie w kwietniu, nasiona dojrzewają we wrześniu i październiku następnego roku. Jedna wiązka przewodząca i 3 kanały żywiczne w liściu, przekrój poprzeczny prawie trójkątny.
Na północnych obszarach zasięgu rośnie na nizinach o żyznych, glinianych glebach, dobrze nawodnionych. Schodząc na południe porasta bardziej górzyste obszary, dochodząc do wysokości 1000–2400 m n.p.m. Tworzy jednogatunkowe drzewostany lub mieszane ze świerkiem syberyjskim (Picea obovata) i jodłą syberyjską (Abies sibirica) (tajga). Lubi miejsca nasłonecznione. Odporna na niskie temperatury i silne wiatry.
Nasiona roznoszone są głównie przez ptaki, najczęściej przez orzechówkę (Nucifraga caryocatactes).

## Systematyka i zmienność
Synonimy: Pinus cembra L. var. sibirica (Du Tour) G. Don 1830, P. cembra subsp. sibirica (Du Tour) Krylov 1914, P. coronans Litv. 1913, P. hingganensis H.J. Zhang 1985, P. sibirica var. hingganensis (H.J. Zhang) Silba 1990.
Pozycja gatunku w obrębie rodzaju Pinus:
- podrodzaj Strobus
  - sekcja Quinquefoliae
    - podsekcja Strobus
      - gatunek P. sibirica

Przez niektórych systematyków klasyfikowana była jako odmiana lub podgatunek sosny limby (Pinus cembra). Populacje ze wschodnich krańców zasięgu traktowano jako osobny gatunek P. hingganensis.

## Zagrożenia
Międzynarodowa organizacja IUCN przyznała temu gatunkowi kategorię zagrożenia LC (least concern), czyli jest gatunkiem najmniejszej troski, spośród gatunków niższego ryzyka.
W Chinach gatunek uznany za zagrożony.

## Zastosowanie
Drzewo ozdobne

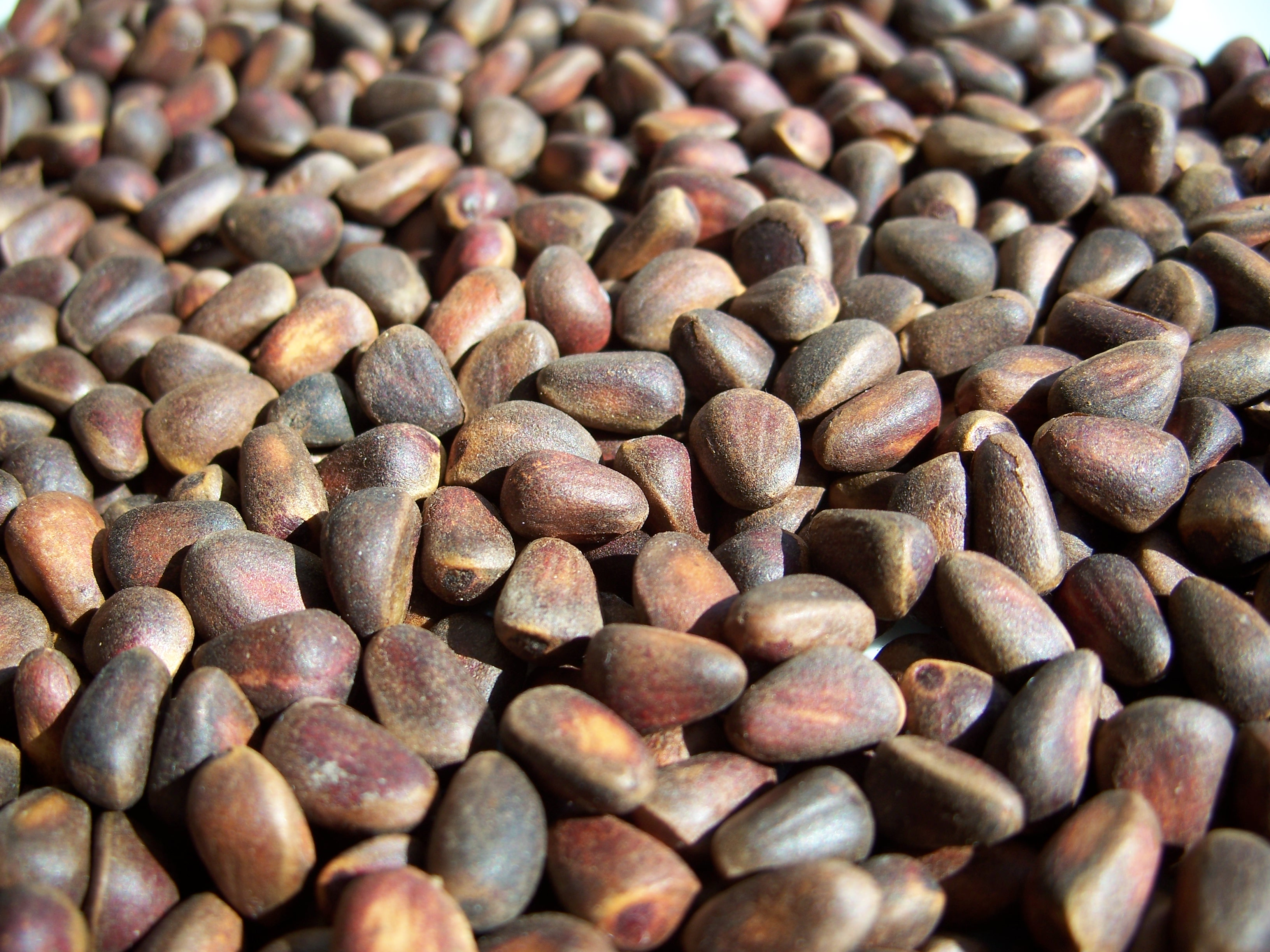
Nasiona sosny syberyjskiej

Sadzone w parkach i przydomowych ogródkach.
Surowiec drzewny
Drewno o żółtawoczerwonawej barwie, jest znacznie trwalsze niż sosny pospolitej, w szczególności gdy nie jest żywicowane. Znajduje zastosowanie głównie w meblarstwie i przy produkcji oklein.
Nasiona
Nasiona, nazywane popularnie "orzeszkami cedrowymi", są jadane na surowo. Bogate w tłuszcze, których zawierają od 60 do 70%, poza tym zawierają białko, pentozany, witaminy z grupy B oraz C i D. Wytłacza się z nich olej (tzw. olej cedrowy), który jest wykorzystywany w przemyśle spożywczym, medycynie oraz technice mikroskopowej (imersja).
Orzeszki cedrowe są wielkości ziarenek palonej kawy i podobnie wyglądają. W jednej szyszce jest około 50–70 gramów nasion. Oprócz tłuszczu zawierają wiele mikroelementów. Można z nich przyrządzić śmietanę, mleko i masło cedrowe. W tym celu należy obłupać je z cienkiej skórki, rozgnieść i zagotować z małą ilością wody. Po wystygnięciu otrzymana mikstura ma smak i konsystencję gęstej śmietany. Orzeszki spożywane na surowo mają zbliżony smak do nasion słonecznika.